# El amor es un capítulo aparte
El amor es un capítulo aparte (en hangul, 로맨스는 별책부록; romanización revisada, Romaenseuneun byeolchaekburok) es una serie de televisión surcoreana de comedia romántica protagonizada por Lee Na-young y Lee Jong-suk. Fue emitida desde el 26 de enero hasta el 17 de marzo de 2019 por TVN.

## Argumento
Kang Dan-yi (Lee Na-young) es una ex estrella del mundo de la publicidad. Durante su carrera profesional desarrolla las campañas de publicidad más recordadas de la nación, hasta que decide casarse. Por ello, abandona su trabajo para dedicarse a su familia pero con el paso del tiempo se va dando cuenta que su marido ejerce violencia sobre ella. Después de todo, él fue quien le pidió que dejara su trabajo en la agencia de publicidad. Con el paso del tiempo Dan-yi queda embarazada y se acostumbra a vivir encerrada en su casa cuidando a su familia. Pero, los problemas aumentan y su matrimonio se termina acabando. En medio de ese momento le quitan la custodia de su hija y queda sola viviendo en la casa, que a su vez está totalmente abandonada sin muebles.
Haber pasado tantos años fuera del mercado laboral, pese a haber tenido una carrera exitosa, provoca que las empresas a las cuales se postula no le den empleo. De forma inesperada, Dan-yi es contactada por un viejo amigo de su juventud Cha Eun-ho (Lee Jong-suk), un famoso escritor que también es el editor más joven de una editorial.
Eun-ho le pide que le consiga una persona para ayudarle con la limpieza en su casa, ya que no tiene tiempo para aquello. Entonces, Dan-yi finge contratar a alguien y en su lugar ella realiza las labores en la casa de Eun-ho. Pero después, ella queda sin un lugar dónde dormir porque la casa donde vivía fue vendida y demolida. En esa situación duerme en el ático de la casa de Eun-ho, sin avisarle. Él se da cuenta de la situación, le cuenta dónde trabaja y ella se percata que en la editorial necesitan una asistente que no tenga estudios relacionados con el trabajo editorial, para realizar labores menores.
Dan-yi sabe que no la contrataran con su experiencia como publicista y que al igual que en otros lugares le cuestionarían haber abandonado su carrera por su familia. Por ello finge que no tiene estudios y es contratada. Desde entonces comienza a ascender en la empresa y a recuperar la esperanza en el amor.

## Reparto

### Personajes principales
- Lee Na-young como Kang Dan-yi.[4]
- Lee Jong-seok como Cha Eun-ho.[5][6]
  - Kim Kang-hoon como Eun-ho (de pequeño).
- Jung Yoo-jin como Song Hae-rin.[7]
- Wi Ha-joon como Ji Seo-joon.

### Personajes recurrentes
- Kim Tae-woo como Kim Jae-min.[8]
- Kim Yoo-mi como Ko Yoo-sun.[9]
- Kim Sun-young como Seo Young-ah.
- Jo Han-chul como Bong Ji-hong.
- Kang Ki-doong como Park Hoon.
- Park Kyu-young como Oh Ji-yool.[10]
- Lee Kwan-hoon como Lee Seung-ji.
- Choi Seung-yoon como Bae Kwang-soo.
- Lee Ha-eun como Chae Song-eui.

### Otros personajes
- Noh Jong-hyun como el exnovio de Oh Ji-yool (ep. #2-3).
- Oh Eui-shik como Hong Dong-min.
- Lee Ji-won como Hong Jae-hee.
- Hwang Se-on como Kim Na-kyung.
- Cha Soon-bae como un hombre borracho (ep. #1).
- Lee Ji-ha como la madre de Song Hae-rin.

## Producción
La primera lectura del guion se llevó a cabo el 26 de octubre de 2018 con la asistencia del reparto y el equipo de producción. Al momento de comenzar a grabar El amor es un capítulo aparte marcó el regreso de Lee Na-young a la televisión después de nueve años.
El 21 de enero de 2019 se desarrolló a cabo una conferencia de prensa para promover la serie con la asistencia del reparto principal.

## Banda sonora
| Released on 2019 de febrero del 3 |                                                   |         |          |  |
| N.º                               | Título                                            | Artista | Duración |  |
| 1.                                | «A Story I Couldn't See» (나는 볼 수 없던 이야기) | Jannabi | 3:46     |  |
| 2.                                | «A Story I Couldn't See» (Inst.)                  |         | 3:46     |  |

## Recepción

### Audiencia
En azul la audiencia más baja, en rojo la más alta y con "—" cuyas cifras no han sido reportadas, correspondientes a las empresas medidoras TNMS y Nielsen Korea a nivel nacional.
| Ep. #    | Fecha de estreno      | Cuota de pantalla nacional | Cuota de pantalla nacional |
| Ep. #    | Fecha de estreno      | Nielsen                    | TNMS                       |
| -------- | --------------------- | -------------------------- | -------------------------- |
| 1        | 26 de enero de 2019   | 4.2 %                      | 4.9 %                      |
| 2        | 27 de enero de 2019   | 4.4 %                      | 4.3 %                      |
| 3        | 2 de febrero de 2019  | 4.3 %                      | —                          |
| 4        | 3 de febrero de 2019  | 4.2 %                      | —                          |
| 5        | 9 de febrero de 2019  | 4.4 %                      | 4.7 %                      |
| 6        | 10 de febrero de 2019 | 5.0 %                      | 5.1 %                      |
| 7        | 16 de febrero de 2019 | 4.9 %                      | 4.7 %                      |
| 8        | 17 de febrero de 2019 | 5.3 %                      | 5.0 %                      |
| 9        | 23 de febrero de 2019 | 5.8 %                      | —                          |
| 10       | 24 de febrero de 2019 | 5.8 %                      | 5.2 %                      |
| 11       | 2 de marzo de 2019    | 5.0 %                      | —                          |
| 12       | 3 de marzo de 2019    | 5.2 %                      | —                          |
| 13       | 9 de marzo de 2019    | 5.3 %                      | —                          |
| 14       | 10 de marzo de 2019   | 6.3 %                      | —                          |
| 15       | 16 de marzo de 2019   | 5.0 %                      | —                          |
| 16       | 17 de marzo de 2019   | 6.6 %                      | —                          |
| Promedio | Promedio              | 5.1 %                      | —                          |